# هوغو فالكاندوس
هوغو فالكاندوس كان مؤرخًا قام بسرد فترة حكم وليام الأول من صقلية وحكم ابنه الصغير وليام الثاني في عمل نقدي بعنوان "تاريخ طغاة صقلية" أو (Liber de Regno Sicilie). اللغة اللاتينية المستخدمة في العمل متقنة. هناك شكوك حول ما إذا كان "هوغو فالكاندوس" هو اسم حقيقي أم اسم مستعار. زعمت إيفلين جاميسون أنه كان هوغو هو نفسه يوجينيوس، أدميرال من عام 1190م. وتم كذلك اقتراح الفرنسي هوغو فلكودوس، رئيس كاتدرائية سان دوني. من الواضح أن اسمه Falcandus هو عبارة عن كلمة محرفة لـ Falcaudus ، وهي كلمة لاتينية تعني Foucaud"، وهو لقب فرنسي.
يغطي كتابه الفترة الممتدة من وفاة روجر الثاني عام 1154م إلى وفاة ويليام الثاني عام 1169. يركز هوغو على السياسة الداخلية لمحكمة باليرمو النورماندية. وكذلك لم يتجاهل المؤامرات والفضائح التي يكون خلفها سياسيين ومقربيين من الملك. لديه رأي سلبي تجاه معظم معاصريه وذلك بسبب النية الخسيسة في كتاباتهم بحسب رأيه. ومع ذلك، فإن روايته التفصيلية أفضل بكثير من الروايات الأخرى ذات الزمان والمكان المماثلين. بالنسبة الى اللورد نورويتش، يرى انه يجب مقارنته مع بتاسيتوس وثوسيديدس.
نُشرت أول ترجمة باللغة الإنجليزية لكتاب "تاريخ طغاة صقلية"، بواسطة جراهام لاود وتوماس فيدمان، في عام 1998.